# LCE1B
LCE1B (англ. Late cornified envelope 1B) – білок, який кодується однойменним геном, розташованим у людей на 1-й хромосомі. Довжина поліпептидного ланцюга білка становить 118 амінокислот, а молекулярна маса — 11 626.
| 10         |  | 20         |  | 30         |  | 40         |  | 50         |
| ---------- |  | ---------- |  | ---------- |  | ---------- |  | ---------- |
| MSCQQNQQQC |  | QPPPKCIPKC |  | PPKCLTPRCP |  | PKCPPKCPPV |  | SSCCSVSSGG |
| CCGSSSGGSC |  | GSSSGGCCSS |  | GGGGCCLSHH |  | RRRRSHCHRP |  | QSSGCCSQPS |
| GGSSCCGGGS |  | GQHSGGCC   |  |            |  |            |  |            |

C: Цистеїн

G: Гліцин

H: Гістидин

I: Ізолейцин

K: Лізин

L: Лейцин

M: Метіонін

N: Аспарагін

P: Пролін

Q: Глутамін

R: Аргінін

S: Серин

T: Треонін

Задіяний у такому біологічному процесі, як кератинізація. 